# ルイス・ケントナー
ルイス・（フィリップ・）ケントナー（Louis Philip Kentner, 1905年7月19日 – 1987年9月23日）はオーストリア＝ハンガリー二重帝国出身のピアニスト。モラヴィア＝シレジアの炭鉱の町カルヴィン（現チェコ領カルヴィナー）出身。ハンガリー時代には「ラヨシュ（Lajos）」と名乗っていた。
ブダペストで専門教育を受け、王立音楽院にてアルノルト・セーケイにピアノを、レオ・ヴェイネルに室内楽を、ゾルターン・コダーイに作曲を師事。交響楽や室内楽を作曲したが、作曲家としてはピアニストとしてほどの国際的な知名度は得られなかった。
1916年にピアニストとしてデビューする。リストやショパンの解釈で評価されたが、とりわけ同胞バルトークの演奏家として著名であり、《ピアノ協奏曲第2番》（1933年）の全曲演奏や、《ピアノ協奏曲第3番》のヨーロッパ初演（1948年）によって知られている。
1935年にイングランドに移住し、そのまま最晩年までピアニストやピアノ教師として活躍した。レパートリーの広さで名高く、バッハ、モーツァルト、ベートーヴェン、シューベルト、ショパン、リスト、シュルツ＝エヴラー、リャプノフらの作品を録音したほか、ウォルトンやティペットも演奏した。室内楽奏者としても活躍し、義兄である大ヴァイオリニストのメニューインと共演して録音を遺している。
《ワルソー・コンチェルト》の初演者として、また第10回ショパン・コンクールにおいて審査員を降板したエピソードの持ち主としても名高い。